# Epicephala exetastis
Epicephala exetastis är en fjärilsart som beskrevs av Edward Meyrick 1908. Epicephala exetastis ingår i släktet Epicephala och familjen styltmalar.
Artens utbredningsområde är Sri Lanka. Inga underarter finns listade i Catalogue of Life.